# Die Geschichte des Herrn von Morgenthau
Die Geschichte des Herrn von Morgenthau ist ein Roman von Johann Heinrich Jung-Stilling und erschien 1779.

## Inhalt

### Erster Teil
Herr von Morgenthau baut in ein einsames Tal einen Palast. Pfarrer Steilmann schickt seinen Sohn Timotheus, dessen Glauben zu erkunden. Er findet einen feinen, sittenstrengen Herrn. Als Bauern streiten, auf wessen Grund eine tote Frau liegt, nimmt Morgenthau die Tote und ihre zwei Kinder nach Hause. Ihr trauriger Mann Reymund kommt an und wird von seinem wütenden Vater, Herrn von Haberklee, verfolgt. Er erzählt, wie er Elise gegen dessen Willen heiratete und wie sie seitdem vor ihm flohen. Morgenthau und Timotheus treffen beim Spaziergang zwei Waisenkinder, die es bei den Stiefeltern schwer haben, besonders das Mädchen, Trinchen, das deren Sohn Caspar liebt. Morgenthau erklärt sich als ihr Vater und nimmt den Bub, Pöll, zu sich. Spät abends besucht er Steilmanns Tochter Johanette, deren Art ihm in einem Brief an ihren Bruder gefallen hatte, tauscht mit ihr liebende Worte und einen Kuss im Garten. Elise wird beerdigt. Pöll führt Morgenthau Stallknecht Salzbeins Spott über Kammerdiener Weilers Frömmigkeit vor, so dass er entlassen wird. Morgenthau hält nach Timotheus' Sonntagspredigt bei Steilmanns, die schon viel gutes gehört haben, um Johanettes Hand an. Herr von Haberklee attackiert Morgenthaus Palast, wird von seinem Pferd getreten und dort aufgenommen. Johanette und ihr Bruder kommen. Reymund ist fortgewandert.
Timotheus und Pfarrer Salzberg verlangen für das Abendmahl Reue von Haberklee. Er bekommt Höllenvisionen. Der Arzt Biller kritisiert deshalb die Geistlichen, aber wird von Morgenthau im Disput zum Christen bekehrt. Haberklee bereut.
Morgenthau besucht Steilmanns überraschend und reitet getraut mit Johanette heim. Die Schwiegereltern ziehen später nach. Caspar und Trinchen heiraten. Weitere Familien ziehen ins Bergtal. Johanette bekommt einen Sohn, Friedrich Faramund. Timotheus ist jetzt Prediger. Er wird zur kranken Tochter von Pietisten, Caroline Sommer, gerufen, die aber nur verliebt ist und ihm ein geheimes Heiratsversprechen entlockt. Morgenthau beruhigt ihn. Er begleitet ihn zu Sommers und rettet einen reisenden Landmesser und dessen Frau vor Salzbein und zwei weiteren Straßenräubern. Den Tadel von Carolines Eltern über deren zu sinnlich-empfindsamen Bericht von einem einsamen Querflötenspieler bei der Ruine im Wald kontert er mit dem Exempel eines Mannes, der zum Sünder wurde, weil er sich moralisch überlegen glaubte. Die Verlobung geschieht freudig. Morgenthau kerkert die reulosen Räuber ein und baut Elisens Grabmal. Er holt mit den Geschwistern Sommer den melancholischen Reymund aus einem Kellerloch in der Ruine zu seinem Vater, der stirbt vor Freude. Zur Hochzeit gibt es ein Konzert, dass die Pietisten fühlen, dass Musik nicht Sünde ist.

### Zweiter Teil
Bei einem Besuch der Steilmanns und Sommers bei Morgenthau will Reymund unbedingt Sibylle Sommer heiraten, doch sie gesteht Johanette ihre heimliche Liebe zu dem armen Hauslehrer Lilienthal. Morgenthau und Johanette erkennen dessen Tugenden, führen ihn bei Sommers ein und geben ihm mit Sibylle ein Landgut.
Johanette bekommt eine Tochter, Caroline. Pölls Charakter entwickelt sich besonders gut. Er bedauert Salzbeins Schicksal und glaubt sich mitschuldig. Er dient ihm und kann ihn bekehren. Salzbein wünscht sich so die Todesstrafe, dass Morgenthau es zugibt.
Die verarmte Adelsfamilie von Löschbrand sucht bei Morgenthau Unterkunft. Reymund heiratet deren tugendsame Tochter und gibt den Eltern ein Landgut. Stolz geworden, demütigen sie Johanette beim Tischgespräch wegen ihres fehlenden Adels, und werden im Affekt festgesetzt, Morgenthau entschuldigt sich. Morgenthau entwickelt Landwirtschaft, Kirchen- und Bildungswesen, aber erkennt jetzt, dass auch Händler und Manufakturen wichtig sind.
Der junge Sommer verliebt sich in die Händlerstochter Adelheid Silberstern, doch wird von ihrer Mutter abgewiesen. Der fromme Herzog von Hochbergen stirbt bei einem Freundschaftsbesuch, kurz darauf das alte Predigerpaar.
Morgenthau und Lilienthal retten im Nachbarland eine Bauerntochter vor Vergewaltigung durch zwei Jäger und lernen ihren Vater Dietrich Hollstein kennen, der einst als Vertrauter eines Prinzen England bereiste. Der neue Herzog von Hochbergen, der die Religion nicht mag und dem durch Löschbrand der Fall der zwei Jäger falsch dargestellt wurde, lässt Pöll und Caspar als angebliche Wilddiebe einsperren und hinrichten. Morgenthau befreit sie mit Reitern vom Richtplatz. Schloss Morgenthau wird durch Soldaten besetzt, Johanette und das Volk müssen viel ausstehen. Inzwischen reist Morgenthau nach Wien, beweist seine Herkunft von der englischen Königin, die Hollstein gekannt hatte, und setzt Hochbergen ab.

## Stil
Die Handlung entwickelt sich wesentlich in Dialogen, unterbrochen von Beschreibungen, wie Morgenthau seine Herrschaft verwaltet. Längere Monologe entstehen durch Reymunds, Lilienthals und Hollsteins Geschichten. Steinmann prophezeit in seiner letzten Predigt schlimme Zeiten, wenn die Aufklärung den Christen nach und nach ihre Religion nehmen würde (der Autor fühlt sich darin später bestätigt und verweist im Roman Das Heimweh auf diese Stelle als Beispiel für die prophetische Kraft der Bibel).
Johann Heinrich Jung Stilling erwähnt Die Geschichte des Herrn von Morgenthau in seiner Autobiographie Heinrich Stillings häusliches Leben, er habe damit seinen angeschlagenen Ruf bei den Pietisten, seinen früheren Freunden, aufbessern wollen, die ihn jetzt verachteten, u. a. weil er einen Roman geschrieben hatte. Dazu passt die Figur Morgenthaus, dessen Rechtgläubigkeit zuerst angezweifelt wird, dessen Taten aber seine sittliche Reife ausweisen, sowie die Rechtfertigungen von Ehe, Musik- und Naturempfinden (das in den ersten zwei Bänden seiner Autobiographie noch vorkommt).
Er greift in dieser fiktiven Geschichte romantische Motive aus den Anfangsbänden seiner Lebensgeschichte wieder auf. Besonders auffällig ist die Waldruine, in der sich der todessehnsüchtige Reymund versteckt. Oft klingen Bibelstellen an, z. B. vom Blut, das zum Himmel schreit oder von wuchernden Pfunden. In den Handlungsträgern deutet sich ein System unterschiedlicher Charaktere an, die auch in ihrer Physiognomie beschrieben werden.
Autobiographische Anklänge bestehen in der Geschichte Lilienthals, der sich als Hauslehrer durchschlägt und verleumdet wird. Daneben zeigt die Art der Landschaftsbeschreibungen Stillings Jugenderfahrung beim Landmessen und sein späteres Interesse für Wirtschaft. Stilling heiratete ebenfalls nach heimlicher Verlobung während Nachtwache bei einer Kranken.
Die Geschichte erscheint wie ein Vorgriff auf Stillings späteren Roman Das Heimweh, in dem Fürst Eugenius ein neues Land bebaut, wobei ebenfalls der wahre Adel dem weltlichen gegenübergestellt wird. Morgenthaus Disput mit Dr. Biller, dass Sätze aus dem Geisterreich der Vernunft für sich genommen paradox erscheinen müssen, wird dort weiter ausgearbeitet. Ähnlich wie dort entschuldigt sich der Autor zum Schluss, dass besonders der zweite Teil flüchtig geschrieben sei, was nicht an seinem Willen, sondern Fähigkeit und Zeit liege.